# Тонг
Тонг је град у вилајету Џонглеј у централном делу Јужног Судана. Налази се на обали реке Бахр ел Џабал недалеко од града Бор. У близини града се и налази локални аеродром.